# ウッドマイルズ
ウッドマイルズとは、食材の輸送距離を減らすフードマイレージの概念を木材にあてて考えられた、国内及び地方で生産された木材を国内で消費することにより、木材を輸送するエネルギーを削減して、地球温暖化を防ぎ循環型社会の構築を目指すという活動である。

## 経緯

### 海外から輸入する木材に対しての様々な問題
ウッドマイルズの概念が誕生した経緯は、1994年にイギリスの消費者運動家、ティム・ラングによって提唱された、食料の生産地から食卓までの距離に着目をして、なるべく近くで取れた食材を食べようという消費運動の「フードマイルズ」の考え方を、木材の方にもあてて考えられたことがきっかけとなる。日本は、大量の安価な木材を海外に依存し輸入している。これは、海外の木材を大量の輸送エネルギーを使って輸入していることにもなる。そのことから、この木材輸送に関しても見直すべきではないのかという声が見受けられるようになった。2001年の朝日新聞のコラム「私の視点 ；「地産地消」で循環型社会を」に掲載された記事の中で、当時の農林水産政策研究所所長である篠原によって「フードマイレージ」の記事が紹介された際に、その記事に対する読者からの投稿で、「木材の輸入こそ大問題であり、家1軒の木材輸送距離を計算して欲しい」という意見が出され、その意見を受けて、当時、森林総合研究所理事であった藤原によって『「ウッドマイルズ」（木材総輸送距離）と地域材利用住宅』という小論文を発表したのをきっかけに、ウッドマイルズという言葉と概念が誕生したのである。

## 概要
現在の日本の木材自給率は、約20%程度であり、年々国産材の自給率は低下している。
この木材自給率低下の理由として、①海外から入ってくる安い外国産の木材（外材）が、高い国産の木材に代わって普及している事と、②林業に携わっていた人達が、少子高齢化により後継者に恵まれないという、この2つの点が大きく影響している。その為、林業に携わっている人達は、林業の経営と森林の維持・管理が成り立たなくなり、林業を廃業せざるを得ないという状況に追い込まれ、それが年々増加している事が、この木材自給率の低下を引き起こす大きな要因になっている。そのような木材の生産が行われなくなり、間伐などを行わずに維持・管理されなくなった森林は、荒廃し続け、そして、そのような森林に老木が増加することで、森林自体のCO2の吸収量が低減してしまう。また、森林が持つ保水能力も低下し、それによって引き起こされる土砂崩れなどにより、自然環境の悪化を招く。そのような森林の荒廃と林業の衰退に対して、ウッドマイルズは、国産の木材を適度に使用することで、外材の輸入量及び輸入距離の調整が行われ、その事により、外材を輸送する貨物船から排出されるCO2を削減し、そして、森林の維持・管理に効果を発揮することによって、林業の復興と自然の保護が推進されていくことを目的にしている。
このウッドマイルズとは、”木材の輸送”に特化した新しい環境指標のことで、言葉の意味として”木材(wood)”が運ばれてきた”距離(miles)”を示す。
このウッドマイルズを算定する方法として、ウッドマイルズ研究会では、「ウッドマイルズ関連指標算出マニュアル」をつくり、その中で、4つの指標を提示している。その内容として、（1）輸送される木材の量及び実際の距離を総合的に示す「ウッドマイレージ」、（2）輸送される木材の量及び直線距離を総合的に示す「ウッドマイレージL」、（3）木材の輸送過程における環境負荷を示す「ウッドマイレージCO2」、（4）木材のトレーサビリティの度合を示す「流通把握度」の4つの指標を使い分けている。
このウッドマイルズの基本とする考え方として、1.輸送エネルギーのコスト・CO2削減、2.外国の森林の違法伐採を防ぐ、3.仮想水（ヴァーチャル・ウォーター）からの観点による水資源の保護などの点があげられる。
| 地域                                 | 国名             | 割合  |
| ------------------------------------ | ---------------- | ----- |
| 米材                                 | アメリカ合衆国   | 8.2%  |
|                                      | カナダ           | 12.0% |
| 北洋材                               | ロシア           | 9.5%  |
| 南洋材                               | マレーシア       | 6.3%  |
|                                      | インドネシア     | 5.8%  |
|                                      | その他           | 0.6%  |
| 欧州材                               | ヨーロッパ       | 6.8%  |
| その他                               | オーストラリア   | 10.2% |
|                                      | ニュージーランド | 3.4%  |
|                                      | チリ             | 4.3%  |
|                                      | 中国             | 2.8%  |
|                                      | その他           | 11.6% |
| 国産材                               | 日本             | 18.4% |
| 木材（用材）総供給量:8,980万m3(100%) |                  |       |

＜参考資料＞
林野庁 「平成18年度 森林・林業・木材産業をめぐる情勢の変化」より抜粋